# سلاق غايب
سلاق غايب (بالفارسية: سلاق غایب) هي قرية تقع في غلستان في إيران. يقدر عدد سكانها بـ 1186 نسمة بحسب إحصاء 2016.